# 160
| 160                |
| ------------------ |
| Dødsfald - Fødsler |
|                    |

| Gregoriansk kalender | 160 CLX                 |
| Ab urbe condita      | 913                     |
| Armensk kalender     | I/T                     |
| Kinesiske kalender   | 2856 – 2857 己亥 – 庚子 |
| Etiopisk kalender    | 152 – 153               |
| Jødisk kalender      | 3920 – 3921             |
| Hindukalendere       |                         |
| - Vikram Samvat      | 215 – 216               |
| - Shaka Samvat       | 82 – 83                 |
| - Kali Yuga          | 3261 – 3262             |
| Iransk kalender      | 462 BP – 461 BP         |
| Islamisk kalender    | 476 BH – 475 BH         |

|  | For flytypen 160, se Tupolev Tu-160. |
Se også 160 (tal)

## Født
- Guan Yu, kinesisk general